# Samuel Thomas Hauser

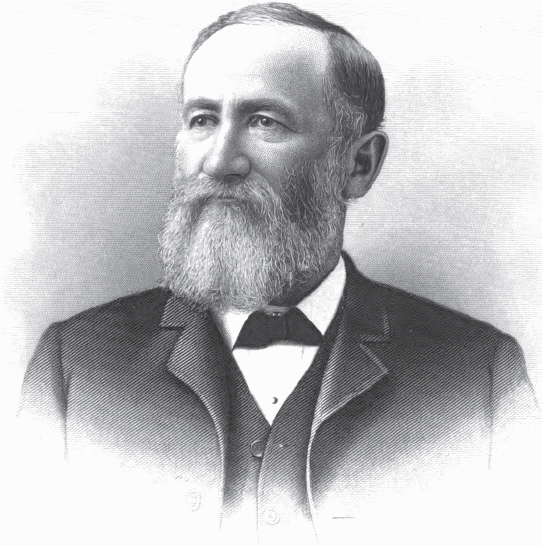
Samuel Thomas Hauser

Samuel Thomas Hauser (* 10. Januar 1833 in Falmouth, Pendleton County, Kentucky; † 10. November 1914 in Helena, Montana) war ein US-amerikanischer Politiker. Er war von 1885 bis 1889 der zehnte Gouverneur des Montana-Territoriums.

## Frühe Jahre
Samuel Hauser wuchs in Kentucky auf und besuchte dort auch die örtlichen Schulen. Im Jahr 1854 kam er nach St. Louis in Missouri, wo einige Verwandten seiner Mutter als erfolgreiche Geschäftsleute tätig waren. Hauser arbeitete dann als Ingenieur beim Eisenbahnbau in Missouri. Dann versuchte er 1861 sein Glück auf den Goldfeldern am Salmon River. Im Frühjahr 1862 bestieg er eines der ersten Dampfschiffe, die den Missouri hinauffuhren. Nach seiner Ankunft in Fort Benton machte er sich mit einer weiteren Gruppe von Goldwäschern auf die Suche nach Gold. Durch seine Wanderungen im Montana-Territorium wurde Hauser ein Pionier in diesem Gebiet.

## Aufstieg in Montana
Im Jahr 1864 gehörte Hauser zu den Mitbegründern einer der ersten Banken in Virginia City. Später war er auch in Helena, Butte, Missoula und Fort Benton an der Gründung von Banken beteiligt. Neben diesen Aktivitäten war er auch in anderen wirtschaftlichen Bereichen in seiner neuen Heimat tätig. Dazu gehörten das Immobiliengeschäft, die Viehzucht, der Städteaufbau, Bewässerungsanlagen und die Eisenbahn. Er war an mehr als 30 Bergwerken beteiligt. Durch seine Unternehmungen gehörte er zu den reichsten und einflussreichsten Persönlichkeiten in Montana.

## Politische Karriere
Politisch war Hauser Mitglied der Demokratischen Partei. Aufgrund seines Einflusses wurde er im Jahr 1885 von US-Präsident Grover Cleveland zum neuen Territorialgouverneur ernannt. Mehrfach war er Delegierter auf den Democratic National Conventions. Als Gouverneur setzte er sich für Helena als Hauptstadt des Territoriums ein. Bis 1887 blieb er Territorialgouverneur. Durch wirtschaftliche Krisen und den Wertverlust von Silber geriet Hauser gegen Ende des 19. Jahrhunderts in wirtschaftliche Schwierigkeiten. Die Vermarktung von aus Wasserkraft gewonnener Elektrizität bedeute für ihn am Anfang des 20. Jahrhunderts die wirtschaftliche Rettung. Dieser Industriezweig war brandneu und Hauser stieß in eine Marktlücke. Kurz vor seinem Tod geriet er aber erneut in Schwierigkeiten, als Naturkatastrophen und ein harter Wettbewerb zu weiteren wirtschaftlichen Rückschlägen führten. Samuel Hauser starb am 10. November 1914. Er war seit 1871 mit Ellen Farrar Kennett verheiratet.

## Trivia
- Der Schauspieler Cole Hauser ist sein Urenkel.[1]